# Bundesautobahn 95
La Bundesautobahn 95, abbreviata anche in BAB 95, è una autostrada tedesca che collega la tangenziale di Monaco di Baviera con la città di Eschenlohe, dove si trova un'uscita provvisoria. È previsto un completamento verso la località di Garmisch-Partenkirchen, nota località sciistica, dove prosegue per Innsbruck come strada statale 2, con caratteristiche di superstrada ad una corsia per senso di marcia.

## Percorso

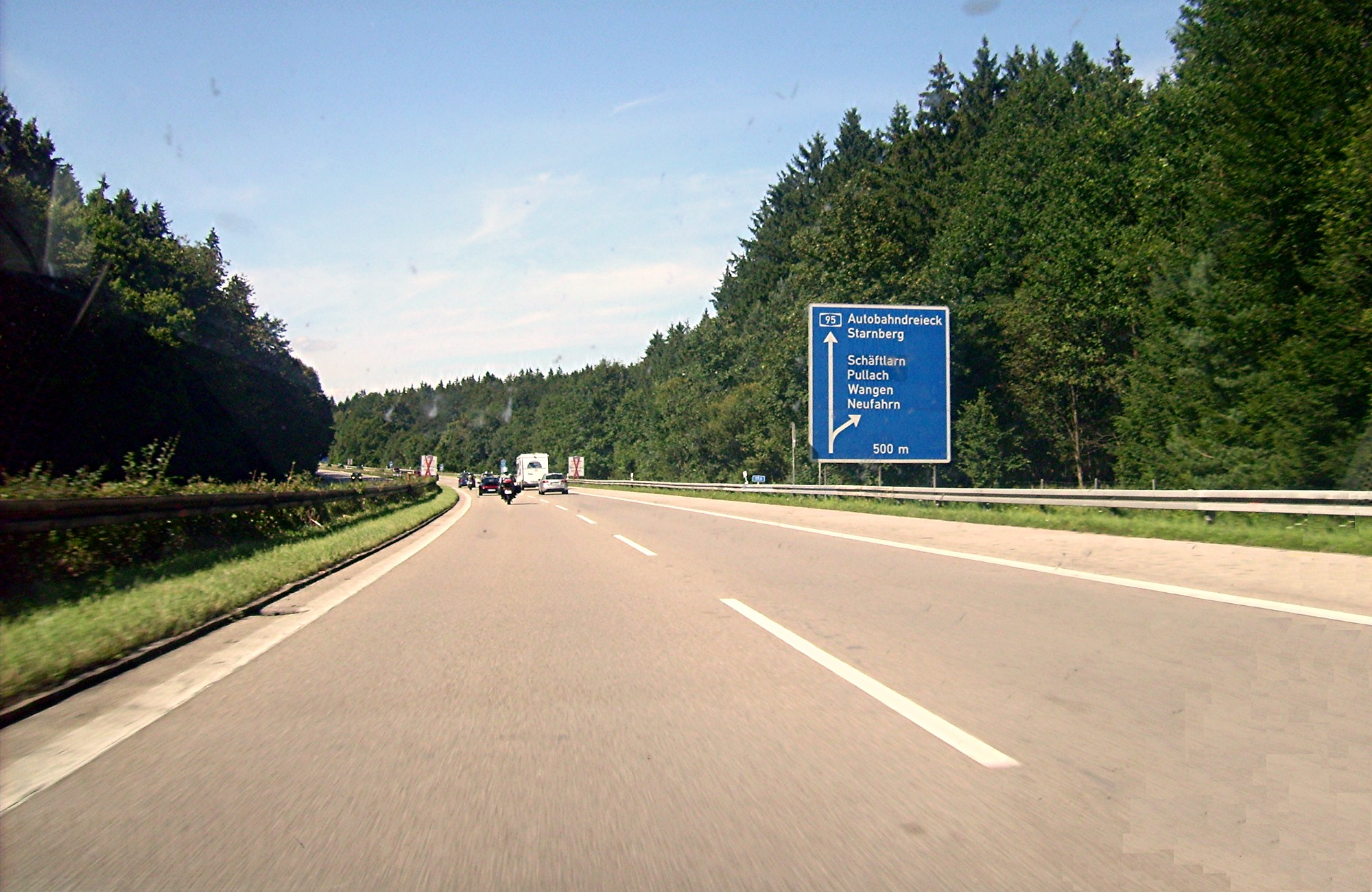

| BAB 95 |           |                              |      |                |                |
| Tipo   | n° uscita | Indicazione                  | km   | Corrispondenze | Strada europea |
|        | 1         | Munchen Sendling Sud         | 0,0  |                |                |
|        | 2         | Munchen Kreuzhof             | 1,4  |                |                |
|        | 3         | Munchen Furstenried          | 3,7  |                |                |
|        | 4         | Trivio di Starnberg          | 13,6 |                |                |
|        | 5         | Schaftlarn                   | 16,1 |                |                |
|        |           | Area di Servizio "Hohenrain" | 24,0 |                |                |
|        | 6         | Wolfratshausen               | 27,0 |                |                |
|        | 7         | Seeshaupt                    | 36,6 |                |                |
|        | 8         | Penzberg - Iffeldorf         | 42,6 |                |                |
|        | 9         | Sindelsdorf                  | 47,9 |                |                |
|        | 10        | Murnau - Kochel              | 55,3 |                |                |
|        | 11        | Eschenlohe                   | 67,0 |                |                |
|        |           | Uscita provvisoria           | 68,8 |                |                |